# Potok Reka s pritoki
Potok Reka s pritoki este o arie protejată (arie specială de conservare — SAC, sit de importanță comunitară — SCI) din Slovenia întinsă pe o suprafață de 11,25 ha, integral pe uscat.

## Localizare
Centrul sitului Potok Reka s pritoki este situat la coordonatele 45°56′35″N 14°10′57″E / 45.943°N 14.1826°E.

## Înființare
Situl Potok Reka s pritoki a fost declarat sit de importanță comunitară în aprilie 2013 pentru a proteja 2 specii de animale. Situl a fost protejat și ca arie specială de conservare în aprilie 2015.

## Biodiversitate
Situată în ecoregiunea alpină, aria protejată nu include niciun habitat protejat.
La baza desemnării sitului se află mai multe specii protejate de  nevertebrate (2): Austropotamobius torrentium, Unio crassus.